# Đệ Nhất Quốc tế
Đệ Nhất Quốc tế hay Quốc tế thứ nhất, tên đầy đủ là Hội Liên hiệp Lao động Quốc tế, tiếng Anh The International Workingmen's Association (IWA, 1864–1876), là tổ chức tranh đấu đầu tiên của các nhóm xã hội quốc tế, được thành lập ở Luân Đôn vào ngày 28 tháng 9 năm 1864, mục đích là để đoàn kết các nhóm xã hội khuynh tả, cộng sản, các nhóm vô chính phủ và các tổ chức công đoàn. Trong thời gian tồn tại, Đệ Nhất Quốc tế tiến hành năm đại hội, thông qua các nghị quyết quan trọng: tán thành bãi công, thành lập công đoàn, đấu tranh đòi ngày làm 8 giờ, đòi cải thiện đời sống công nhân. Do sự ảnh hưởng của Đệ Nhất Quốc tế, công nhân các nước tích cực tham gia vào phong trào đấu tranh chính trị. Vào điểm cao, theo như tường trình của cảnh sát liên hiệp có tới khoảng 5 triệu hội viên  Theo những tài liệu chính thức của IWA thì họ có khoảng 8 triệu hội viên.
Năm 1876, tại Philadelphia, Hoa Kỳ, Đệ Nhất Quốc tế tuyên bố giải tán vì sự đối nghịch giữa khuynh hướng mác-xít và Chủ nghĩa cộng sản vô chính phủ mà lãnh tụ là Bakunin.